# Parastatale
Een parastatale is een in België en Suriname gebruikte term voor een (semi)overheidsinstelling. Het gaat om instellingen en diensten die door de overheid worden opgericht, maar die verder toch een zekere onafhankelijkheid in bestuur genieten. In de beheerraad van een Belgische parastatale type B blijft de overheid vertegenwoordigd door een afgevaardigde van de voogdijminister. Het personeel van een parastatale geniet ook een overheidsstatuut.
De Belgische wet van 1954 voorzag vier categorieën van instellingen, naargelang de vorm van toezicht:
- categorie (of type) A: gepersonaliseerde overheidsadministraties (met rechtspersoonlijkheid) die door de rechtsleer “openbare nutsbedrijven” of “regies” worden genoemd en die onderworpen zijn aan het hiërarchisch gezag van de bevoegde minister;
- categorie (of type) B: verzelfstandigde openbare instellingen. Net zoals voor de instellingen uit categorie C en D wordt het hiërarchische gezag van de minister hier vervangen door zijn voogdij;
- categorie (of type) C: publiekrechtelijk vormgegeven verenigingen van gemengde economie (waar publieke en private kapitalen samenwerken);
- categorie (of type) D: krediet-, deposito- en delcredere-instellingen, ongeacht hun juridische vorm.

Sedert de staatshervorming en de toenemende liberalisering worden de parastatalen omgevormd tot "autonome overheidsbedrijven".
Volgens president Chan Santokhi zou alleen de Staatsolie Maatschappij Suriname in 2022 winstgevend zijn en zouden alle andere parastatalen in Suriname overeind gehouden worden met subsidies. In het algemeen draaien alle parastatalen in het land inefficiënt.

## Voorbeelden van parastatalen
- Brussels Instituut voor Milieubeheer
- Fedasil
- Federaal Agentschap voor Geneesmiddelen en Gezondheidsproducten
- Federaal Agentschap voor Nucleaire Controle
- Federaal Agentschap voor de Veiligheid van de Voedselketen
- Federaal Planbureau
- Regie der Gebouwen
- Rijksdienst voor Sociale Zekerheid
- Rijksdienst voor Arbeidsvoorziening
- Bureau voor Normalisatie

## Voorbeelden van autonome overheidsbedrijven
- VRT
- RTBF.be
- Proximus (sinds juni 2015, daarvoor: Belgacom)
- bpost
- OVAM
- Regie der Luchtwegen, thans: Belgocontrol
- Vlaamse Vervoermaatschappij "De Lijn"
- Nationale Maatschappij der Belgische Spoorwegen
- Credendo